# Syntheta ochraceopuncta
Syntheta ochraceopuncta là một loài bướm đêm trong họ Noctuidae.